# Bābā Rād
Bābā Rād (persiska: بابا رار, بَرار, بابا راد, Bābā Rār) är en ort i Iran.   Den ligger i provinsen Kurdistan, i den nordvästra delen av landet, 400 km väster om huvudstaden Teheran. Bābā Rād ligger 1 746 meter över havet och antalet invånare är 463.
Terrängen runt Bābā Rād är platt söderut, men norrut är den kuperad. Bābā Rād ligger nere i en dal. Runt Bābā Rād är det ganska glesbefolkat, med 23 invånare per kvadratkilometer. Närmaste större samhälle är Gol Tappeh, 14,3 km väster om Bābā Rād. Trakten runt Bābā Rād består i huvudsak av gräsmarker.